# Ordo Templi Orientis
Ordo Templi Orientis (akronim O.T.O.) (Red Istočnog Hrama ili Red Orijentalnih Templara) je međunarodna hermetička organizacija osnovana početkom 20. stoljeća.
U O.T.O. je uključena u Ecclesia Gnostica Catholica ili Gnostička Katolička Crkva koja je crkveni produžetak Reda.  Glavni obred je javan i naziva se Liber XV ili gnostička misa. O.T.O. tvrdi da ima preko 3.000 sljedbenika širom svijeta, dok se polovina ovog broja nalazi u SAD-u.

## Povijest
Spiritualni otac ovoga reda je austrijski kemičar Carl Kellner koji se počeo zanimati za slobodno zidarstvo, rozenkrojcere i istočnjački misticizam.
Godine 1885. upoznao se s teozofom i rozenkrojcerom dr. Franzom Hartmannom s kojim je počeo istraživati tajne prirode. Želeći stvoriti organizaciju koja bi slobodno širila masonske ideje, osnovao je 1902. godine zajedno s Theodorom Reussom O.T.O. Premda novijeg postanka Red u sebi sjedinjuje niz ezoteričnih mudrosti i znanja, a svoje ideje i prakse nasljeđuje od ranog kršćanskog gnosticizma, preko križarskih vitezova Templara iz srednjeg vijeka pa do Slobodno-zidarskog, Rozenkrojcerskog i Iluminatskog pokreta iz 18. i 19. stoljeća.
Poslije Kellnerove smrti, Reuss je preuzeo vodstvo organizacije, a preko njega u red iniciran i Aleister Crowley. Početkom Prvog svjetskog rata Reuss i Crowley se razilaze, no obojica nastavljaju sudjelovati u radu Reda, tako što je Reuss preuzeo nadzor nad europskim, a Crowley nad američkim dijelom Reda.

## Organizacijska struktura
1. Međunarodna središnjica

- Predsjeda Vanjski Poglavar Reda XII° (OHO - također znan i kao Frater Superior)
- Vrhovno Vijeće
- Revolucionari

1. Suvereno Svetište Gnoze IX°
2. Tajni Areopagus Illuminata VIII°
3. Veliki Tribunal VI°
4. Nacionalna Velika Loža

- Predsjeda nacionalni Veliki Majstor X°
- Provedbeno Vijeće

1. Nadređeno Veliko Vijeće
2. Izborni Studij